# Libia (1912)
Libia byl chráněný křižník italského královského námořnictva. Původně byl rozestavěn pro osmanské námořnictvo, ale po vypuknutí italsko-turecké války byl zabaven Itálií. Ve službě byl v letech 1913–1937. Mimo jiné byl zasazen za první světové války.

## Stavba

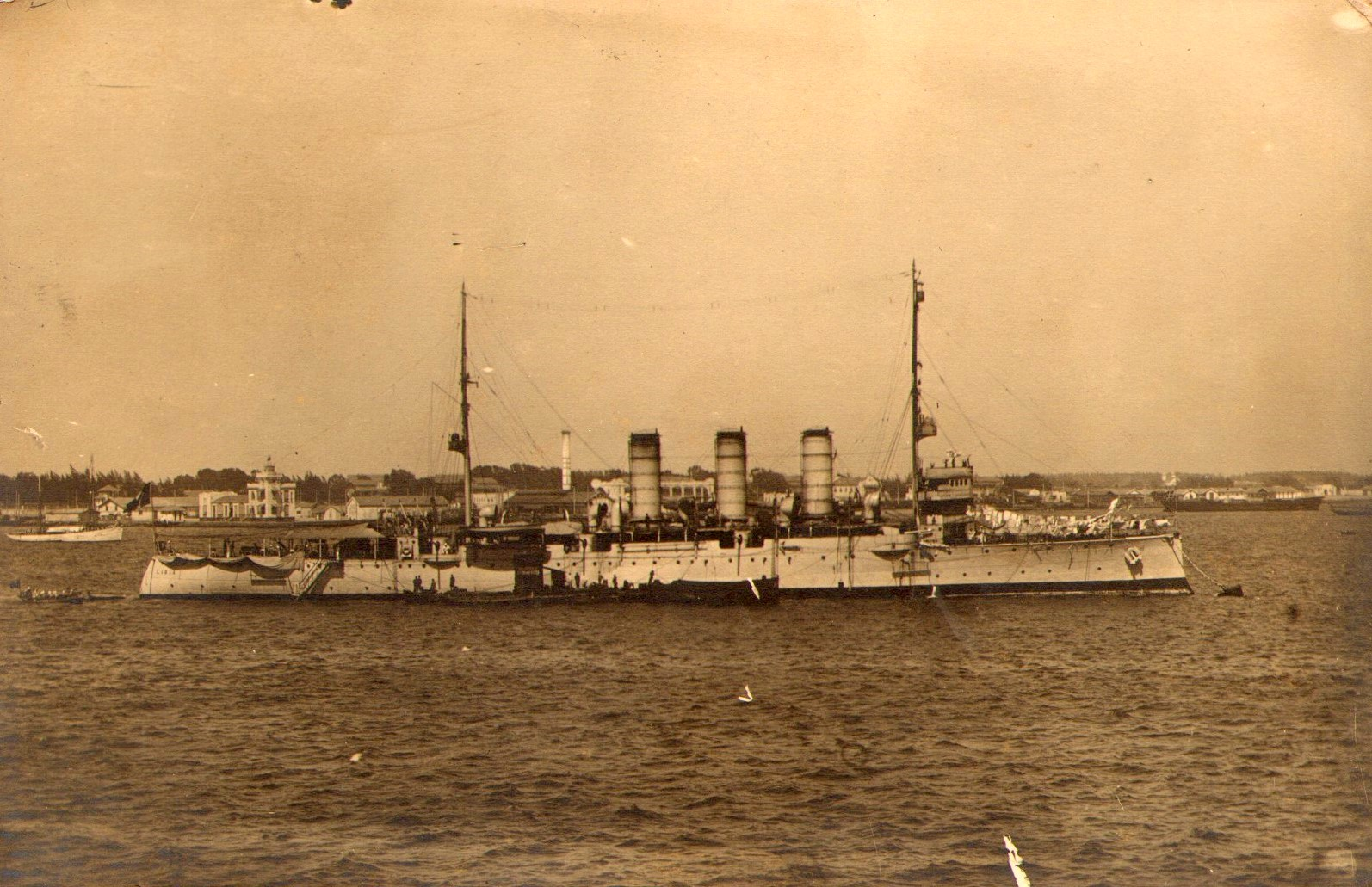
Libia

Osmanské námořnictvo objednalo stavbu křižníku Drama u loděnice Ansaldo v Janově. Stavělo se podle britského návrhu, který už byl poněkud zastaralý. Plavidlo mělo konstrukčně blízko k předcházejícím křižníkům Mecidiye a Hamidiye. Stavba byla zahájena roku 1907, přičemž po vypuknutí italsko-turecké války byl rozestavěný křižník zabaven Itálií. Na vodu byl spuštěn 11. listopadu 1912 a do služby přijat 25. března 1913 pod novým jménem Libia.

## Konstrukce

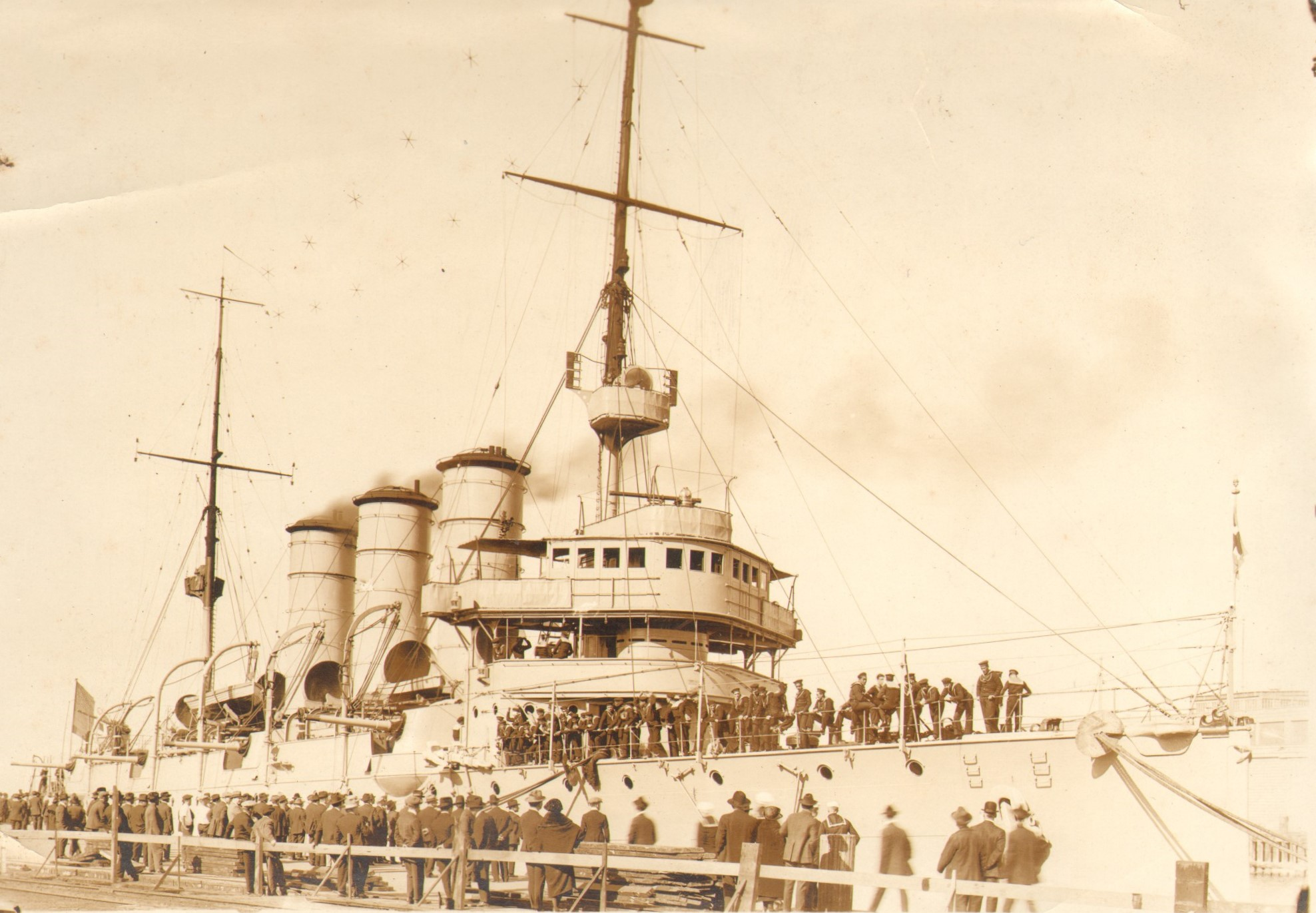
Libia

Křižník byl vyzbrojen dvěma 152mm kanóny (odstraněny roku 1925), osmi 120mm kanóny, osmi 47mm kanóny, šesti 37mm kanóny a dvěma 450mm torpédomety. Pohonný systém měl výkon 11 530 hp. Tvořily ho čtyři parní stroje a 16 kotlů, pohánějící dva lodní šrouby. Nejvyšší rychlost dosahovala 23 uzlů. Dosah byl 3150 námořních mil při rychlosti 10 uzlů.

## Služba
Křižník byl nasazen za první světové války. Vyřazen byl roku 1937.